# Leucyna
Leucyna (skróty: Leu, L) – organiczny związek chemiczny, jest kodowanym aminokwasem alifatycznym, o rozgałęzionym łańcuchu bocznym, obojętnym elektrycznie. Odkryta przez francuskiego chemika L. J. Prousta. Występuje we wszystkich białkach, duże ilości w albuminach i ciałach występujących w osoczu.
Należy do grupy aminokwasów egzogennych, niewytwarzanych przez organizm ludzki.
Ma postać białego proszku, jest rozpuszczalna w wodzie, jej temperatura topnienia wynosi 337 °C. Otrzymywana jest przez hydrolizę białek lub syntetycznie. Izomerem leucyny jest izoleucyna. Oba aminokwasy mają zastosowanie w medycynie.